# Pot (Zaplotnik)
Pot je roman, ki ga je napisal Nejc Zaplotnik, ena najbolj karizmatičnih osebnosti slovenskega alpinizma. Knjiga je prvič izšla leta 1981 v Ljubljani pri Cankarjevi založbi. Mladinska knjiga jo je prvič izdala leta 2000. Ob 30. letnici prvega slovenskega vzpona na Mount Everest (13. maj 1979), leta 2009 je knjiga izšla v obogateni obliki in večjem formatu.

## Vsebina
Roman je avtorjeva pripoved o njegovi življenjski poti. V prvem poglavju Našel sem pot nas popelje na sam začetek njegovih številnih poti. Že v otroštvu je odkril ljubezen do gora. Na začetku je plezal po okoliških gorah, nato pa si je za cilje izbiral vse višje vrhove. Gore so mu na začetku pomenile dom in varnost. V gore ga je vodila želja po svobodi. Tako so se začeli njegovi začetki v alpinizmu. Kmalu je alpinizem postal njegov način življenja in ga popolnoma zasvojil. V knjigi zelo slikovito opiše vzpone na Mount Everest, Makalu in Grašerbrum. Njegova pripoved o poteh, ki jih je prehodil se prepleta z izkušnjami in doživetji, ki so zaznamovale njegovo življenje. Zelo doživeto opiše vse njegove vzpone.

## Izdaje in prevodi
- Prva knjižna izdaja romana iz leta 1981 (COBISS)
- Ena izmed novejših izdaj romana iz leta 2006 (COBISS)
- Ilustrirana spominska izdaja iz leta 2009 (COBISS)